# 탈레반
탈레반(다리어: طالبان 탈레반) 또는 탈리반(파슈토어: طالبان 탈리반)은 아프가니스탄 남부를 중심으로 거주하는 파슈툰족에 바탕을 둔 부족 단체에서 출발한 반군 단체이다. 마드라사의 학생 또는 탐구자(students or seekers)를 가리키는 탈레브(다리어: طالب 탈레브) 또는 탈리브(파슈토어: طالب 탈리브)에 파슈토어 복수형 어미 ان 안을 붙여 만들었다. 탈레반은 1990년대 중반 활동을 시작, 지도자 무하마드 오마르를 중심으로 결속해 1997년 정권을 장악했으며 이후 2001년 미국의 공격으로 축출되기까지 아프간을 통치했다. '얼굴없는 지도자', '애꾸눈 지도자'로 알려진 무하마드 오마르는 추종자들 사이에 '물라'(mulla;mullah)라는 호칭으로 불렸는데 이는 '탈리브'에 상대되는 말로 '스승'이라는 뜻이다. 아프가니스탄의 정권을 잡았을 당시 남녀차별 정책으로 인해 세계로부터 많은 강한 비판을 받았다.
아프가니스탄은 1979년 옛 소련군의 침공을 계기로 소련의 점령 하에 들어갔으며 이슬람 조직들을 중심으로 미국 등의 지원을 받은 저항세력들이 10년 이상 반 소련 항쟁을 벌였다. 1989년 소련은 아프간에서 군대를 철수시켰다. 아프간에선 1990년대 들어서면서 정전불안이 계속됐고 정부의 공백을 틈타 군벌들이 내전을 벌였다. 굴부딘 헤크마티아르 등 냉혹한 군벌들은 카불 시내를 폭격해 수천 명에서 수만 명의 시민들이 목숨을 잃기도 했다.
이같은 혼란 속에서 등장한 탈레반은 엄격한 이슬람 규율로 무장하고 전국을 빠른 속도로 장악해갔다. 카불의 무력한 기득권층과 북부 양귀비 재배 지역에서 아편 매매 수입으로 횡포를 부리던 이른바 마약 군벌들과 경합하다가 1997년에는 정권을 장악했다. 군벌 경쟁자들을 완전히 제거하지는 못했지만(군벌들 중 일부는 북부동맹이라는 이름으로 미국의 아프간 공격 때 미군 쪽에 협력했다.), 정국은 다소 안정되는 듯했다.
그러나 9·11 테러를 일으킨 알카에다의 오사마 빈라덴을 탈레반이 예전부터 숨겨주고 있었고, 미국은 아프가니스탄을 침공하였다. 탈레반은 미국의 힘 앞에 저항하지 못하고 6일만에 주요 도시가 함락되었다. 그러나 2011년까지 미국은 오사마 빈라덴을 찾지 못했으며, 이는 아프가니스탄의 사람들만 죽인다며 비판을 받아왔다. 2011년 5월 1일 버락 오바마가 서명한 작전에 의하여, 오사마 빈라덴이 사살되었다.